# Televisão no Rio de Janeiro

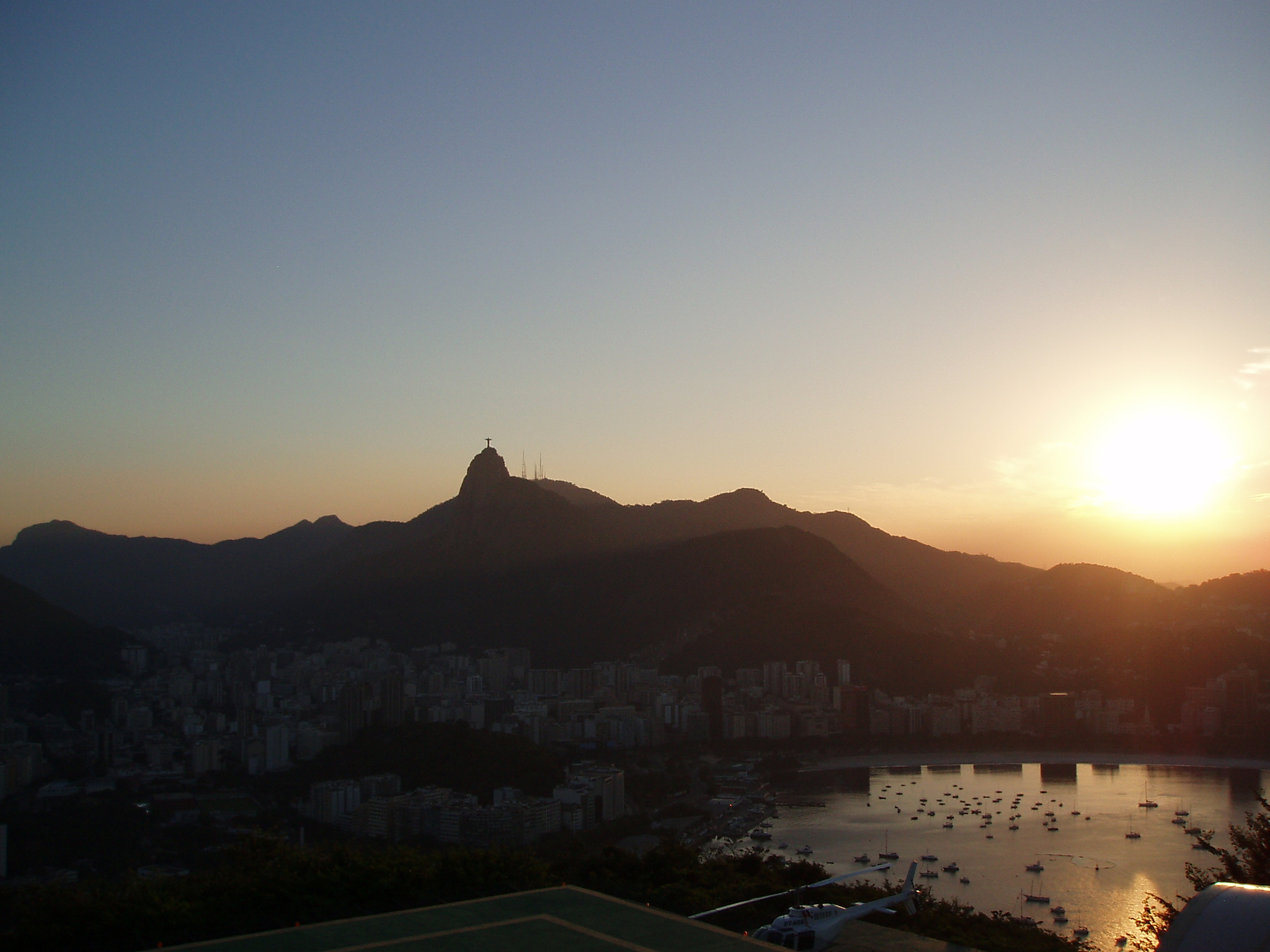
À direita do Corcovado, o Morro do Sumaré, onde estão localizadas as antenas transmissoras de TV aberta do Rio de Janeiro.

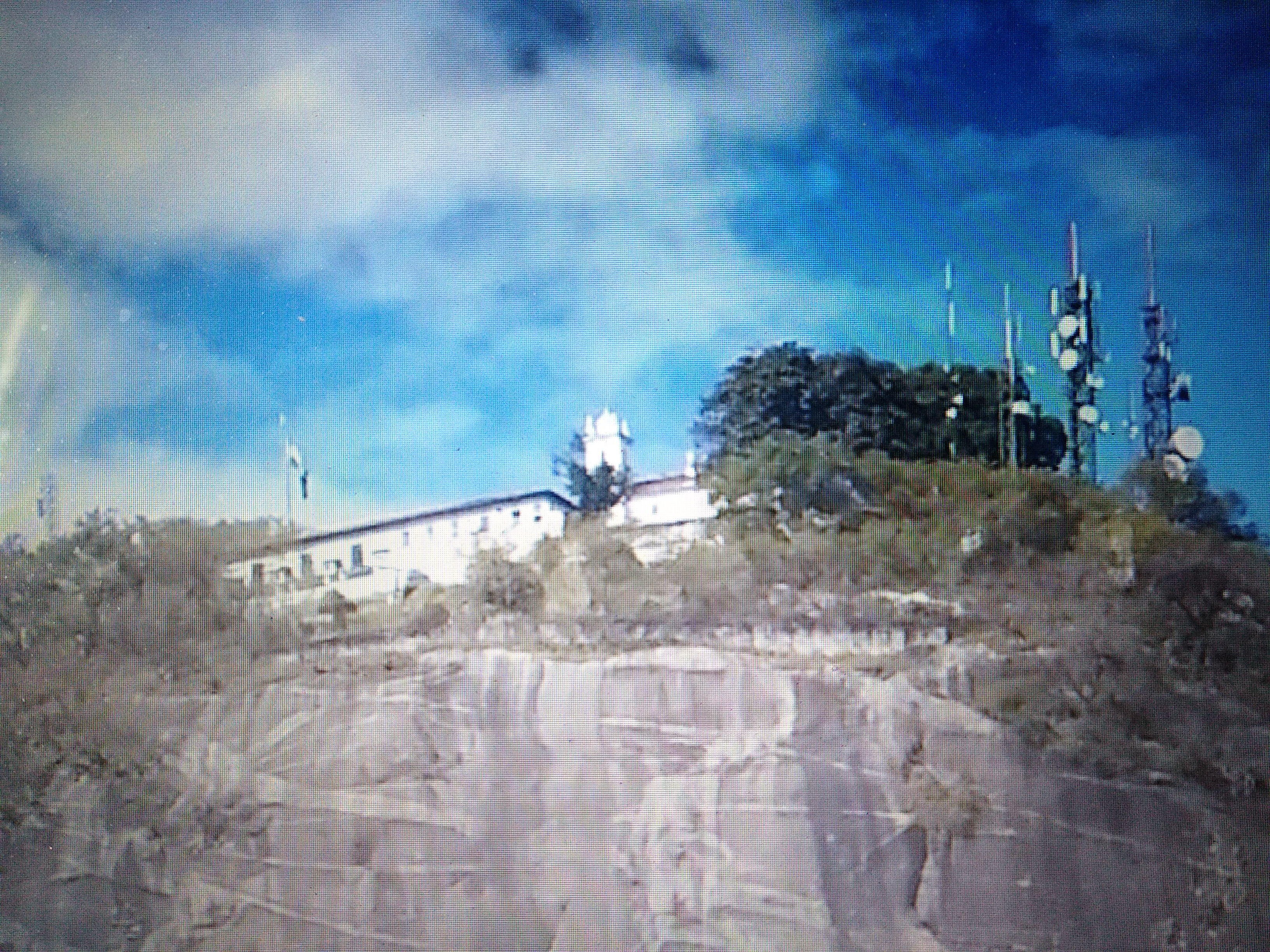
À direita da Igreja da Penna estão localizadas as antenas transmissoras de TV aberta da Freguesia (Jacarepaguá).

A televisão no Rio de Janeiro tem início em 1951, com o início das transmissões da TV Tupi Rio de Janeiro, no canal 6. O Rio de Janeiro passa, então, a ser esta a segunda cidade do Brasil a ter emissoras de televisão. 
Este artigo apresenta um histórico com a evolução da televisão na região metropolitana do Rio de Janeiro e no interior do estado, trazendo tabelas compreensivas com os canais digitais atualmente sintonizados na capital, a progressão da entrada em operação dos canais digitais, e os canais substituídos ou extintos.

## Canais captados na cidade do Rio de Janeiro
Em itálico, os canais que ainda irão entrar no ar.
- i - Interatividade

| UHF Digital | UHF Digital | UHF Digital        | UHF Digital                                | UHF Digital    | UHF Digital            | UHF Digital            | UHF Digital              |
| Canal       | Canal       | Emissora           | Nome Virtual/ID                            | Sistema de Som | Estação de Transmissão | Estação de Transmissão | Estação de Transmissão   |
| Físico      | Virtual     | Emissora           | Nome Virtual/ID                            | Sistema de Som | Morro do Sumaré        | Serra do Mendanha      | Freguesia de Jacarepaguá |
| ----------- | ----------- | ------------------ | ------------------------------------------ | -------------- | ---------------------- | ---------------------- | ------------------------ |
| 15          | 10.1        | TV Senado          | SENADO SD                                  | Mono           | Sim                    | Não                    | Não                      |
| 15          | 10.2        | TV Alerj           | TV ALERJ                                   | Mono           | Sim                    | Não                    | Não                      |
| 15          | 10.3        | Rio TV Câmara      | Camara Municipal                           | Mono           | Sim                    | Não                    | Não                      |
| 15          | 10.4        | TV Câmara          | TV CÂMARA                                  | Mono           | Sim                    | Não                    | Não                      |
| 16          | 8.1         | RBI                | RBI HD                                     | Mono           | Sim                    | Não                    | Não                      |
| 17          | 17.1        | TV Pilar           | TV Pilar HD                                | Mono           | Duque de Caxias        | Duque de Caxias        | Duque de Caxias          |
| 18          | 18.1        | RBTV               | RBTV                                       | Mono           | Não                    | Sim                    | Não                      |
| 20          | 20.1        | TV Pai Eterno      | TV Pai Eterno HD                           | Estéreo        | Sim                    | Não                    | Não                      |
| 21          | 6.1         | RedeTV! Rio        | RedeTV!                                    | Estéreo/Mono   | Sim                    | Sim                    | Não                      |
| 22          | 34.1        | Rede Vida          | REDEVIDA HD                                | Estéreo        | Sim                    | Sim                    | Não                      |
| 22          | 34.2        | Rede Vida +        | REDEVIDA +                                 | Estéreo        | Sim                    | Sim                    | Não                      |
| 22          | 34.3        | Rede Vida Educação | REDEVIDA EDUCAÇÃO                          | Estéreo        | Sim                    | Sim                    | Não                      |
| 24          | 11.1        | SBT Rio            | SBT HD                                     | Estéreo        | Sim                    | Sim                    | Sim                      |
| 26          | 26.1        | TV Evangelizar     | TV Evangelizar HD                          | Estéreo        | Não                    | Sim                    | Não                      |
| 27          | 9.1         | CNT Rio            | CNT RIO HD                                 | Estéreo        | Sim                    | Sim                    | Sim                      |
| 29          | 4.1         | Rede Globo         | Globo HD                                   | Estéreo        | Sim                    | Sim                    | Sim                      |
| 31          | 32.1        | TV Cultura Rio     | TV Cultura Rio HD                          | Mono           | Sim                    | Não                    | Não                      |
| 31          | 32.2        | TV Maanaim         | TV MAANAIM HD                              | Mono           | Sim                    | Não                    | Não                      |
| 35          | 7.1         | Band Rio           | Band HD                                    | Estéreo        | Sim                    | Sim                    | Sim                      |
| 39          | 13.1        | Record Rio         | Record HD                                  | Estéreo        | Sim                    | Sim                    | Sim                      |
| 41          | 2.1         | TV Brasil          | TV Brasil HD                               | Estéreo        | Sim                    | Sim                    | Não                      |
| 41          | 2.2         | Canal Gov          | Canal Gov                                  | Estéreo        | Sim                    | Sim                    | Não                      |
| 41          | 2.3         | Canal Educação     | Canal Educação                             | Estéreo        | Sim                    | Sim                    | Não                      |
| 41          | 2.4         | Canal Saúde        | Canal Saúde                                | Estéreo        | Sim                    | Sim                    | Não                      |
| 42          | 5.1         | Rede Mais Família  | Mais Família                               | Estéreo        | Sim                    | Sim                    | Não                      |
| 42          | 5.2         | Boas Novas         | Boas Novas                                 | Estéreo        | Sim                    | Sim                    | Não                      |
| 43          | 52.1        | Record News        | Record News                                | Estéreo        | Sim                    | Sim                    | Não                      |
| 44          | 44.1        | Canção Nova        | Canção Nova                                | Estéreo        | Sim                    | Não                    | Não                      |
| 45          | 12.1        | NGT Rio            | NGT HD/HDTV                                | Mono           | Sim                    | Não                    | Não                      |
| 46          | 46.1        | TV Aparecida       | TV Aparecida HD                            | Mono           | Sim                    | Não                    | Não                      |
| 47          | 48.1        | Ideal TV           | IDTV                                       | Mono           | Sim                    | Sim                    | Não                      |
| 48          | 58.1        | RIT                | RIT TV                                     | Mono           | Sim                    | Não                    | Sim                      |
| 49          | 49.1        | TV Boa Ventura     | TV BOA VENTURA                             | Mono           | Sim                    | Não                    | Não                      |
| 50          | 50.1        | TV O Dia           | TV O DIA                                   | Estéreo        | Sim                    | Não                    | Não                      |
| 51          | 51.1        | Rede Brasil        | Rede Brasil de Televisão HD/Rede Brasil HD | Mono           | Não [ nota 5 ]         | Sim [ nota 6 ]         | Não                      |

## Cronologia da televisão na Região Metropolitana do Rio de Janeiro

### Décadas de 1950 e 1960
- 1951: Entra no ar a TV Tupi Rio de Janeiro, em 20 de janeiro de 1951, sendo a primeira emissora da cidade do Rio de Janeiro e segunda do país.
- 1955: Entra no ar a TV Rio canal 13, com sede na Avenida Atlântica, no bairro de Copacabana.
- 1959: Entra no ar a TV Continental, canal 9, em 15 de março de 1959.
- 1963: A TV Excelsior Rio de Janeiro, canal 2, entra no ar no Rio de Janeiro em 2 de setembro de 1963.
- 1965: Entra no ar a TV Globo, canal 4, em 26 de abril de 1965; a emissora viria a se tornar a cabeça de rede da futura Rede Globo.
- 1969: A TV Globo estreia o Jornal Nacional, o primeiro telejornal transmitido via satélite, em 1 de setembro de 1969.

### Década de 1970
- 1970: É cassada pelo governo federal a concessão do canal 2 à TV Excelsior Rio de Janeiro e a emissora sai definitivamente do ar em 1 de outubro de 1970.
- 1971: A TV Continental muda sua sede da Rua das Laranjeiras, no bairro de Laranjeiras, para Vila Isabel.
- 1972: Depois de ser arrendada à Ordem Religiosa dos Capuchinhos, a TV Continental sai do ar;
- 1975: Entra no ar a TVE em 15 de março de 1975, no lugar da TV Excelsior Rio de Janeiro; A emissora se tornou a cabeça de rede da TVE Brasil, rede de televisão educativa estatal.
- 1976: O empresário carioca Silvio Santos obtém a concessão do canal 11 e inaugura a TVS em 14 de maio de 1976, com a produção dos programas da emissora feita na cidade de São Paulo.
- 1977: 
  - 5 de abril: A TV Rio é extinta
  - 1 de agosto: Entra no ar a TV Guanabara, no canal 7 VHF. O canal é concedido ao empresário paulista João Jorge Saad, dono da TV Bandeirantes.
- 1979: Silvio Santos inaugura estúdios da TVS em São Cristóvão, em frente ao Centro de Tradições Nordestinas.

### Década de 1980
- 1980: 
  - As concessões das emissoras da Rede Tupi são cassadas pelo Governo Federal, no dia 18 de julho o sinal da TV Tupi Rio de Janeiro foi definitivamente cortado.
  - A TV Guanabara, afiliada da TV Bandeirantes, muda seu nome para TV Bandeirantes Rio de Janeiro.
- 1981: Entra no ar o Sistema Brasileiro de Televisão (SBT) em 19 de agosto de 1981, em substituição a TVS.
- 1982: Sílvio Santos inaugura a TV Record Rio de Janeiro no canal 9.
- 1983: Entra no ar a TV Manchete no lugar da TV Tupi Rio de Janeiro em 5 de junho de 1983; o canal 6 é concedido ao empresário Adolpho Bloch, sendo que a emissora viria a se tornar a cabeça de rede da Rede Manchete.
- 1987: A TV Record passa a se chamar TV Corcovado.
- 1988: 
  - A TV Rio é recriada em 1.º de junho, por iniciativa do pastor Nilson Fanini.
  - É outorgada no Rio de Janeiro concessão de TVA à empresa Rio Metro TVA, concessão utilizada para distribuir o canal GloboNews a condomínios e operadoras de TV locais.[2]

### Década de 1990
- 1990: 
  - A TV Corcovado passa a alugar horários à MTV Brasil.
  - A TVS Rio de Janeiro muda seu nome e passa a se chamar SBT Rio de Janeiro, juntamente com as outras emissoras do SBT.
- 1992 
  - A TV Rio é vendida para a Igreja Universal do Reino de Deus de Edir Macedo e se transforma em TV Record Rio de Janeiro, emissora própria da Rede Record.
  - O Grupo Abril recebe as concessões nos canais 24 UHF e as concessões TVA nos canais 48 UHF e 54 UHF;
  - O Grupo Abril inicia as transmissões dos canais ESPN no canal 48 UHF e Showtime no canal 54 UHF, ambos codificados em TVA.
  - É inciada as transmissões da GloboNews pelo canal 36 UHF TVA de forma codificada;
  - Inicia-se as transmissões da MTV Brasil, pelo canal 24 UHF, transmitindo temporariamente sua programação em ambos os canais;
  - A TV Corcovado passou a integrar a Rede OM, atual Rede CNT,
- 1995: 
  - É inaugurado o "Projac" (Projeto Jacarepaguá) o maior núcleo televisivo da América Latina, o "Projac" pertence à Rede Globo de Televisão e atualmente é denominado Estúdios Globo.
  - A Rede Vida, de orientação católica, chega ao Rio de Janeiro através do canal 34 UHF;
- 1997: A Rede Brasil canal 2 VHF volta a se chamar TVE Brasil
- 1999: 
  - 10 de maio: A Rede Manchete encerra suas transmissões e seus canais próprios no Rio de Janeiro, São Paulo, Belo Horizonte, Recife e Fortaleza são entregues à Amilcare Dallevo que os transformou na TV! e, posteriormente, em RedeTV!
  - 15 de novembro: Nasce a RedeTV! Rio de Janeiro

### Década de 2000
- 2001: A TVE Brasil passa a ser uma emissora da Rede Brasil; na produção local, a emissora usa a marca TVE Brasil mas, quando entra em rede nacional, usa a marca Rede Brasil.
- 2002: Entra no ar a Rede Grande Rio no canal 27 UHF como Afiliada a TV Cultura.
- 2003: Entra no ar a TV Obrac.
- 2004: Em janeiro entram no ar a Rede 21 no canal 54 UHF, e a NGT Rio de Janeiro no canal 26 UHF.
- 2005: Em março é inaugurado o Record Novelas (antigo RecNov, atual Casablanca Estúdios), complexo de estúdios de produção de novelas da Rede Record no Rio de Janeiro.
- 2006: 
  - O Jornal do Brasil entra em parceria com a Rede CNT para a criação da TV JB.
  - Em abril do mesmo ano, a TV Passaponte entra no ar no canal 32 retransmitindo a programação da TV Cultura de São Paulo.
  - A TV Aparecida entra no ar no lugar da Rede 21.
- 2007
  - Entra no ar o Esporte Interativo em 20 de janeiro de 2007.
  - Entra no ar a TV JB em 17 de abril de 2007. Pouco tempo depois, em 17 de setembro de 2007, a emissora saia do ar voltando a se chamar CNT Rio de Janeiro.
  - A TV Passaponte se afilia à SescTV.
  - A TVE é extinta e o governo federal funda a TV Brasil, canal 2, em 2 de dezembro de 2007. A emissora é a cabeça de rede da TV Brasil.
  - A Rede Grande Rio muda do canal 27 para o canal 57 UHF, deixando de transmitir a TV Cultura passando à se afiliar a RBTV.
- 2008
  - A TV Aparecida sai do ar para dar lugar a RIT no canal 54 UHF.
  - A MTV deixa de transmitir pelo canal 24 UHF, e passa a exibir pelo canal 48 UHF, que era da RIT.
  - A televisão digital chega à cidade do Rio de Janeiro com cinco canais digitais: Band HD, Globo, SBT, Record e RedeTV!.
  - A JCTV estreia no canal 59 UHF como afiliada da Rede Super. A JCTV se afilia a Rede Boas Novas.

### Década de 2010
- 2010
  - 30 de janeiro: Entra no ar a TV Verde Azul no canal 40.
  - Entram no ar a TV ALERJ e a TV Esporte Interativo, esta pela TV Verde Azul.
- 2011: A TV Esporte Interativo sai do canal 40, e a TV Verde Azul também.
- 2012
  - 16 de junho: A TV Passaponte deixa de retransmitir a SescTV e passa a retransmitir a programação da Rede Mundial
  - 19 de agosto: O SBT Rio de Janeiro muda seu nome e passa a se chamar SBT Rio.
  - Volta ao ar a TV Verde Azul como afiliada do canal Terraviva.
  - É extinta a TV Obrac.
- 2013: por motivos desconhecidos, a TV Verde Azul rompe com o Terraviva e ambos saem do ar.
- 2014:
  - 25 de agosto: O SBT Rio passa a exibir sua programação em alta definição.
  - 3 de dezembro: A TV Passaponte rompe sua afiliação com a Rede Mundial. passando a retransmitir a TV Mania.
  - Outubro: A TV Verde Azul volta ao ar, agora transmitindo a Top TV.
  - A Rede Grande Rio passa a se chamar Rede Petrópolis e se transfere do Canal 57 para o 55 UHF, deixando ainda de ser afiliada da RBTV para se afiliar a E+ TV.
- 2015:
  - 19 de julho: A TV Passaponte volta a ser afiliada à TV Cultura.
  - A TV Verde Azul ficou fora do ar novamente por motivos desconhecidos.
  - 11 de dezembro: A TV Verde Azul volta ao ar, retransmitindo novamente a Top TV.
- 2016:
  - A RedeTV! Rio de Janeiro muda sua sede para o 33º andar do Rio Sul Center em Botafogo.
  - A TV Record Rio de Janeiro muda seu nome para RecordTV Rio e transfere sua sede do bairro de Benfica para Vargem Grande, dentro do complexo RecNov.
  - A Rede Petrópolis se afilia à Boas Novas.

- 2017:
  - A NGT Rio de Janeiro desativa seu sinal no Canal 26 UHF analógico, passando agora a ser sintonizada no canal 45 UHF Digital e 12.1 virtual
  - A Rede Petrópolis passa a se chamar Ashow! TV, além de passar a operar como emissora independente.
  - 9 de outubro: a TV Passaponte muda seu nome para TV Universo.
  - 18 de outubro: A TV Universo entra em operações pelo sinal digital.
  - 30 de outubro: A Ashow! TV lança seu sinal digital no canal 26 UHF (26.1 virtual).
  - 22 de novembro: o sinal analógico das emissoras na cidade do Rio de Janeiro é desligado, conforme determinação da ANATEL
  - 20 de dezembro: A Ashow! TV passa a se chamar Bem + TV.
- 2018
  - 26 de março: A TV O Dia entra no ar em sinal aberto no Rio de Janeiro, pelo canal 50.1, como afiliada ao Canal da Juventude Cristã CJC.
  - 23 de Maio, entra no ar a TV Boa Ventura no Canal 49 UHF Físico e 49.1 Virtual.
  - 24 de maio: A RIT Notícias entra no ar pela TV Boa Ventura no canal 49.1 Digital
- 2020:
  - 06 de maio: Os canais legislativos, TV Senado, TV Câmara, TV ALERJ e Rio TV Câmara, entraram no ar pelo MUX Digital 15 UHF, com os canais virtuais 15.1, 15.2, 15.3 e 15.4, respectivamente

### Inicio das transmissões dos canais digitais na cidade do Rio de Janeiro
- Nota: os canais que possuem interatividade estão marcados com um i

| Inicio da transmissão  | Emissora                                                     | Canal Fisico | Canal Virtual |
| ---------------------- | ------------------------------------------------------------ | ------------ | ------------- |
| 8 de abril de 2008     | RedeTV! Rio                                                  | 21           | 06.1          |
| 16 de junho de 2008    | Globo Rio                                                    | 29           | 04.1          |
| 4 de setembro de 2008  | Band Rio                                                     | 35           | 07.1          |
| 6 de setembro de 2008  | SBT Rio                                                      | 24           | 11.1          |
| 11 de janeiro de 2009  | RecordTV Rio                                                 | 39           | 13.1          |
| 7 de março de 2009     | Abril SD (Top TV)                                            | 33           | [ nota 7 ]    |
| 30 de novembro de 2009 | TV Brasil RJ                                                 | 41           | 02.1          |
| 11 de novembro de 2011 | CNT Rio (TV Universal)                                       | 27           | 09.1          |
| 2 de dezembro de 2011  | Rede Vida                                                    | 22           | 34.1          |
| 8 de dezembro de 2011  | NGT Rio                                                      | 45           | 12.1          |
| 19 de abril de 2013    | TV Aparecida                                                 | 46           | 46.1          |
| 24 de abril de 2013    | Ideal TV                                                     | 47           | 48.1          |
| 6 de julho de 2014     | Canal Futura                                                 | 19           | [ nota 8 ]    |
| 30 de junho de 2015    | RIT                                                          | 58           | 58.1          |
| 10 de agosto de 2015   | TV Canção Nova                                               | 44           | 44.1          |
| 10 de dezembro de 2015 | RBI (Mega TV)                                                | 16           | 16.1          |
| 22 de janeiro de 2016  | TV Brasil 2                                                  | 41           | 02.2          |
| 22 de janeiro de 2016  | TV Escola                                                    | 41           | 02.3          |
| 22 de janeiro de 2016  | Canal Saúde                                                  | 41           | 02.4          |
| 23 de setembro de 2016 | Record News                                                  | 53           | 42.1          |
| 17 de outubro de 2016  | TV Pai Eterno                                                | 20           | 14.1          |
| 15 de dezembro de 2016 | Boas Novas                                                   | 42           | 5.1           |
| 22 de dezembro de 2016 | Rede Brasil                                                  | 51           | 51.1          |
| 18 de outubro de 2017  | TV Universo                                                  | 31           | 32.1          |
| 24 de novembro de 2017 | Rede Brasil                                                  | 18           | [ nota 12 ]   |
| 20 de dezembro de 2017 | Bem+ TV                                                      | 26           | [ nota 13 ]   |
| 26 de março de 2018    | CJC (TV O Dia)                                               | 50           | 50.1          |
| 24 de maio de 2018     | RIT Notícias (TV Boa Ventura)                                | 49           | 49.1          |
| 06 de maio de 2020     | TV Senado                                                    | 15           | 10.1          |
| 06 de maio de 2020     | TV Alerj                                                     | 15           | 10.2          |
| 06 de maio de 2020     | Rio TV Câmara                                                | 15           | 10.3          |
| 06 de maio de 2020     | TV Câmara                                                    | 15           | 10.4          |
| 07 de junho de 2020    | Educa.Rio                                                    | 35           | 7.2           |
| 20 de julho de 2020    | Rede Vida Educação Rede Vida Educação 1 Rede Vida Educação 2 | 22           | 34.2 34.3     |

### Canais substituídos ou extintos
| Canal      | Emissora                | Data de Substituição/Extinção | Atualmente     |
| Canais VHF | Canais VHF              | Canais VHF                    | Canais VHF     |
| ---------- | ----------------------- | ----------------------------- | -------------- |
| 02         | TV Excelsior            | 1970                          | Desativado     |
| 02         | TVE Brasil              | 2 de dezembro de 2007         | Desativado     |
| 02         | TV Brasil RJ Analógica  | 22 de novembro de 2017        | Desativado     |
| 04         | TV Globo RJ Analógica   | 22 de novembro de 2017        | Desativado     |
| 06         | Rede Tupi               | julho de 1980                 | Desativado     |
| 06         | TV Manchete RJ          | novembro de 1999              | Desativado     |
| 06         | RedeTV! RJ Analógica    | 22 de novembro de 2017        | Desativado     |
| 07         | TV Guanabara            | ---                           | Desativado     |
| 07         | Band Rio Analógica      | 22 de novembro de 2017        | Desativado     |
| 09         | TV Continental          | 1972                          | Desativado     |
| 09         | TV Record               | 1987                          | Desativado     |
| 09         | TV Corcovado/MTV Brasil | 1992                          | Desativado     |
| 09         | TV JB                   | 2007                          | Desativado     |
| 09         | CNT RJ Analógica        | 22 de novembro de 2017        | Desativado     |
| 11         | SBT Rio Analógica       | 22 de novembro de 2017        | Desativado     |
| 13         | TV Rio                  | 1977                          | Desativado     |
| 13         | RecordTV Rio Analógica  | 22 de novembro de 2017        | Desativado     |
| Canais UHF |                         |                               |                |
| 14         | TV Esporte Interativo   | ---                           | –              |
| 14         | RCI Analógico           | Outubro de 2016               | –              |
| 14         | RCI HD                  | Novembro de 2017              | –              |
| 18         | Canal Futura            | Setembro de 2016              | Rede Brasil HD |
| 19         | Canal Futura            | Junho de 2016                 | –              |
| 21         | Rede 21                 | Junho de 2006                 | RedeTV! Rio HD |
| 24         | MTV Brasil              | Fevereiro de 2008             | SBT Rio HD     |
| 32         | TV Cultura              | 2006                          | –              |
| 32         | SescTV                  | Junho de 2012                 | –              |
| 32         | TV Universo Analógica   | 22 de novembro de 2017        | –              |
| 36         | GloboNews               | Agosto de 2016                | --             |
| 40         | MobTV                   | Novembro de 2006              | –              |
| 40         | Shoptime                | Maio de 2007                  | –              |
| 40         | Rede União              | 2010                          | –              |
| 40         | Boas Novas              | –                             | –              |
| 40         | Terraviva               | Setembro de 2014              | –              |
| 40         | Top TV                  | –                             | –              |
| 40         | TV Verde Azul           | 22 Novembro de 2017           | –              |
| 42         | Rede Família            | 2008                          | Boas Novas HD  |
| 45         | TV Esporte Interativo   | 2009                          | NGT Rio HD     |
| 46         | Ulbra TV                | Junho de 2008                 | Aparecida HD   |
| 48         | RIT                     | Fevereiro de 2008             | –              |
| 48         | MTV Brasil              | Outubro de 2013               | –              |
| 48         | Ideal TV Analógica      | 22 de novembro de 2017        | –              |
| 52         | Rede Mulher             | Setembro de 2007              | –              |
| 52         | Record News Analógica   | 22 de novembro de 2017        | –              |
| 54         | TV Aparecida            | Janeiro de 2008               | –              |
| 54         | RIT Analógica           | 22 de novembro de 2017        | –              |
| 57         | TV Esporte Interativo   | ---                           | ---            |
| 59         | TV Senado               | Maio de 2008                  | –              |
| 59         | RIT                     | ---                           | –              |
| 59         | CJC                     | 22 de novembro de 2017        | –              |

## Cronologia da televisão no interior do estado
- 1978: Entra no ar a TV Sul Fluminense, canal 8, atual TV Bandeirantes Rio Interior, com sede na cidade de Barra Mansa, no Vale do Paraíba;
- 1981: É inaugurado o SBT Nova Friburgo, pelo canal 3, cobrindo a região serrana e posteriormente com a desafiliação da TV Planície de Campos dos Goytacazes, passa a cobrir todo o interior do estado do Rio de Janeiro;
- 1990: É inaugurada, em Nova Friburgo, a TV Serra+Mar, afiliada à Rede Globo, cobrindo as regiões Serrana e Centro-Norte do estado.
- 1990:Entra no ar a TV Rio Sul, na cidade de Resende;
- 2000: Entra no ar a TV Zoom Nova Friburgo. Primeiro canal local do município, é transmitido através do canal 10 para os assinantes da RCATV (operadora de TV a cabo local). Teve amplo crescimento desde a estreia, e hoje conta com uma das mais modernas estruturas de canais locais do país.
- 2004: A TV Serra+Mar, TV Alto Litoral e TV Grande Minas unem-se e criam a rede InterTV, afiliadas da Rede Globo.
- 2004: A TV Planície deixa de ser afiliada do SBT e integra a InterTV.
- 2006: A TV Sul Fluminense é vendida ao Grupo Bandeirantes de Comunicação e se transforma em uma emissora própria da Rede Bandeirantes. O canal 8 passa a se chamar TV Bandeirantes Rio Interior.
- 2007: É inaugurada a TV Itaperuna, um canal de televisão voltado ao Noroeste Fluminense.
- 2008: Entra no ar a TV Volta Redonda, canal 3, em 18 de julho de 2008.